# Dancing Stars/Staffel 8

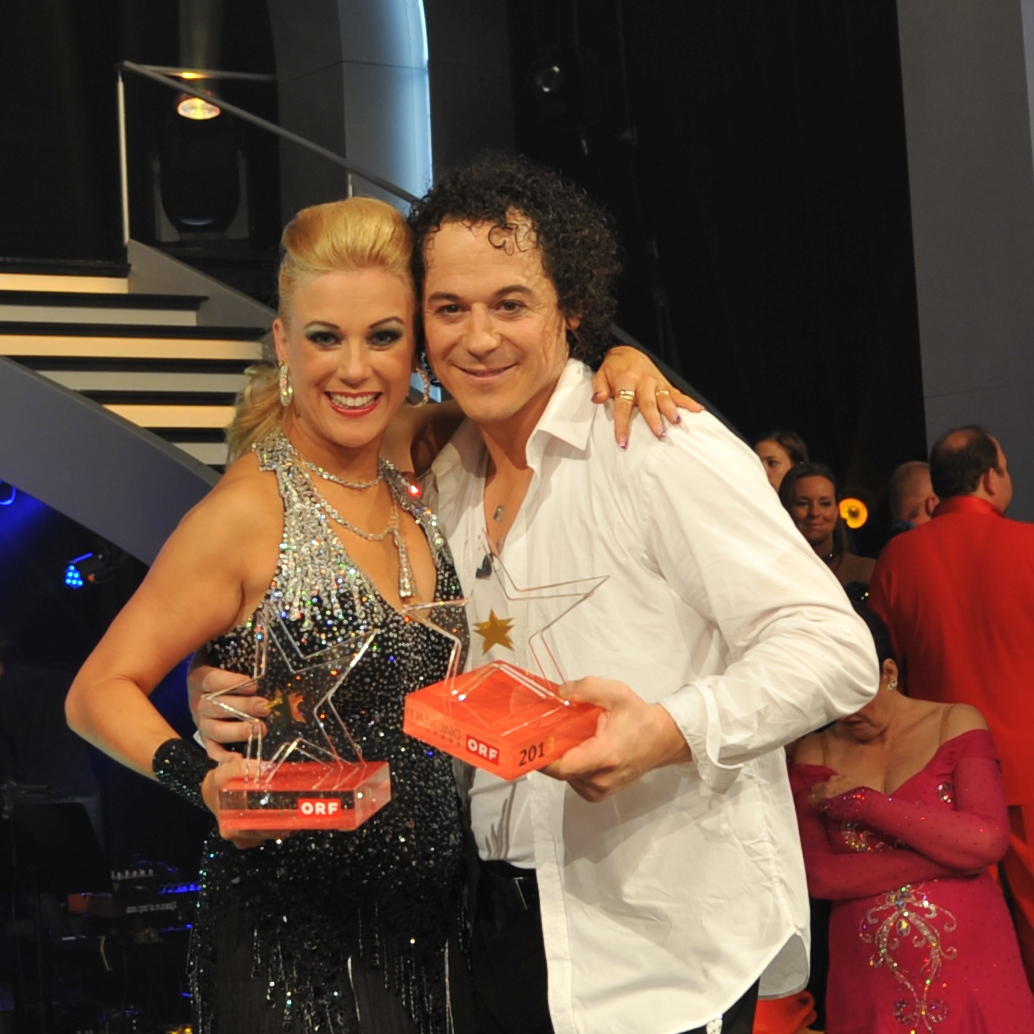
Rainer Schönfelder und Manuela Stöckl, Sieger der achten Staffel

Die achte Staffel von Dancing Stars wurde vom 1. März bis 24. Mai 2013 freitags auf ORF eins gesendet. Durch die Sendung führten Mirjam Weichselbraun und Klaus Eberhartinger. Das Motto der diesjährigen Staffel lautete „Tanz mit uns“.
ORF-Unterhaltungschef Edgar Böhm gab am 24. Mai 2013 an, dass man bereits an der neunten Staffel plane, welche 2014 auf Sendung gehen soll. Insgesamt haben rund 4,27 Millionen Zuseher die achte Staffel mitverfolgt.

## Moderation und Jury

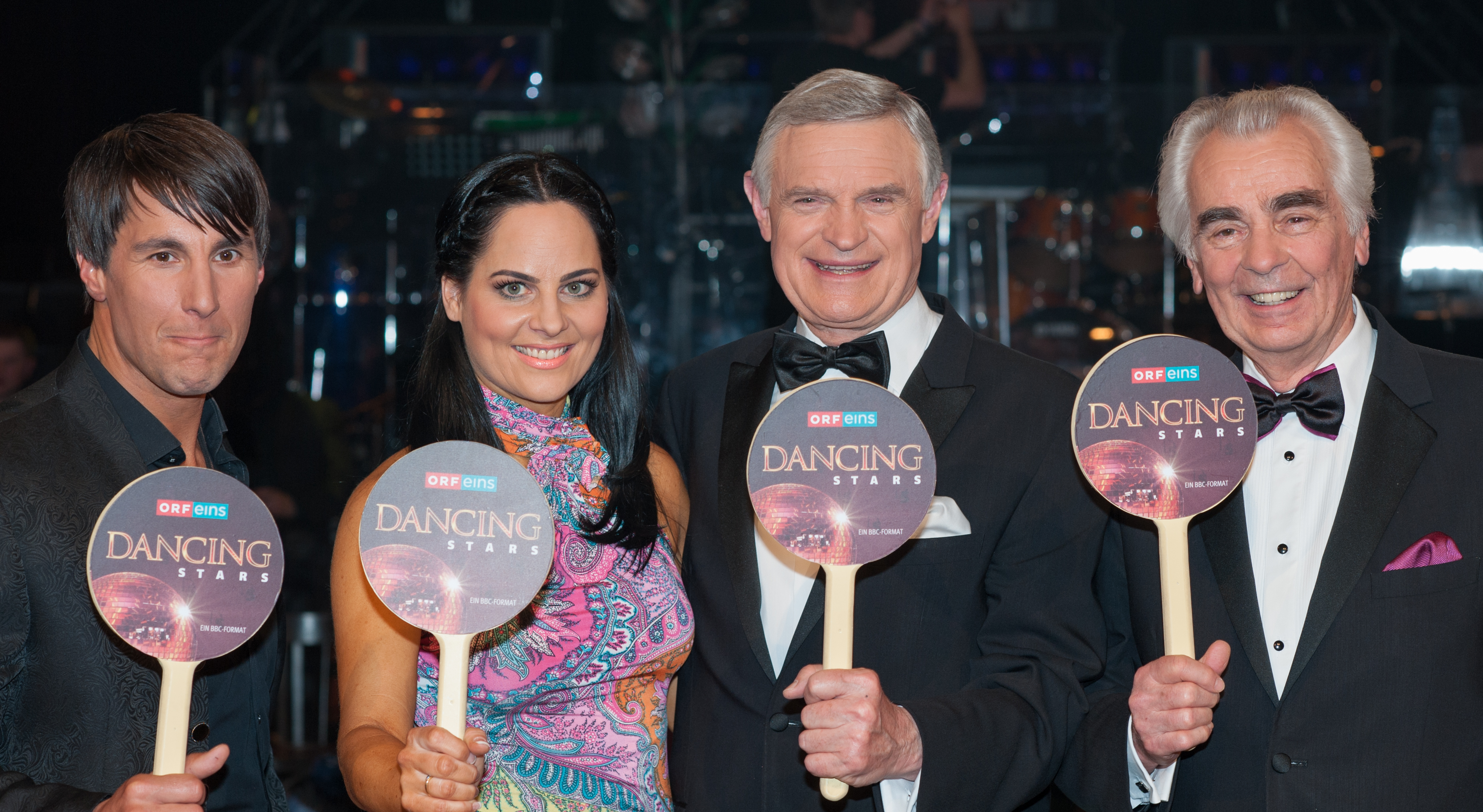
V. l. Balázs Ekker, Nicole Burns-Hansen, Thomas Schäfer-Elmayer, Hannes Nedbal

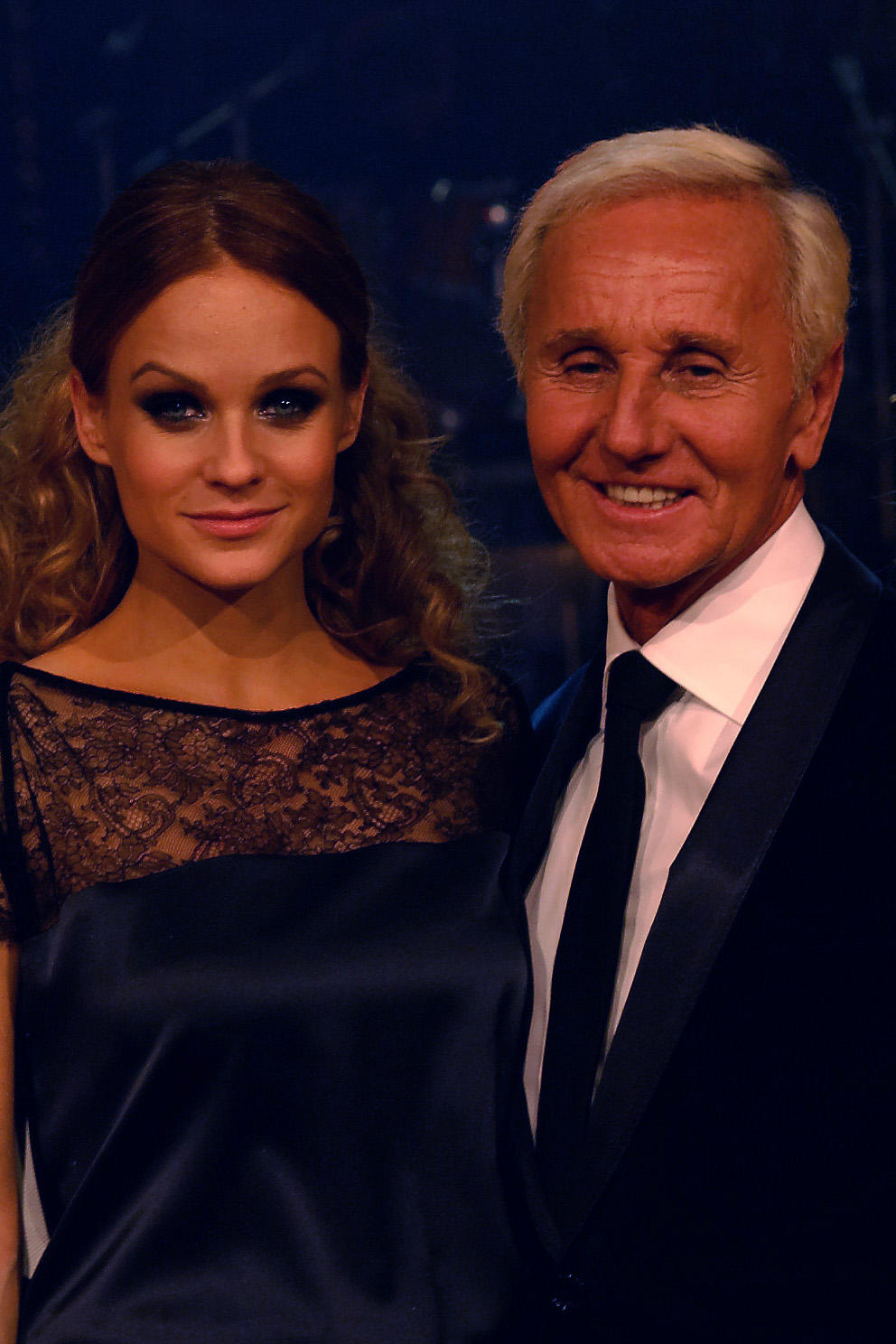
Mirjam Weichselbraun und Klaus Eberhartinger

Seit der sechsten Staffel moderieren Mirjam Weichselbraun im Ballroom und Klaus Eberhartinger backstage.
Die vierköpfige Jury bestand aus dem Tanzschulbesitzer Thomas Schäfer-Elmayer, der Tanzsporttrainerin und internationalen Wertungsrichterin Nicole Burns-Hansen, dem internationalen Wertungsrichter Hannes Nedbal und dem Profitänzer Balázs Ekker.

## Paare
| Prominente/r        | Beruf/Tätigkeit                               | Tanzpartner/in      | Status                                         | Platz |
| ------------------- | --------------------------------------------- | ------------------- | ---------------------------------------------- | ----- |
| Katharina Gutensohn | Ex-Ski-Rennläuferin                           | Christoph Santner   | In der 3. Sendung ausgeschieden 15. März 2013  | 12    |
| Doris Schretzmayer  | Schauspielerin                                | Gerhard Egger       | In der 4. Sendung ausgeschieden 30. März 2013  | 11    |
| Rudi Roubinek       | Schauspieler, Kabarettist, Autor              | Babsi Koitz-Baumann | In der 5. Sendung ausgeschieden 5. April 2013  | 10    |
| Gerald Pichowetz    | Schauspieler                                  | Roswitha Wieland    | In der 6. Sendung ausgeschieden 12. April 2013 | 9     |
| Monika Salzer       | ev. Theologin, Kolumnistin                    | Florian Gschaider   | In der 7. Sendung ausgeschieden 19. April 2013 | 8     |
| Gregor Glanz        | Sänger                                        | Lenka Pohoralek     | In der 8. Sendung ausgeschieden 26. April 2013 | 7     |
| Biko Botowamungu    | Ex-Boxer                                      | Maria Jahn          | In der 9. Sendung ausgeschieden 3. Mai 2013    | 6     |
| Susanna Hirschler   | Schauspielerin                                | Vadim Garbuzov      | In der 10. Sendung ausgeschieden 10. Mai 2013  | 5     |
| Angelika Ahrens     | Moderatorin                                   | Thomas Kraml        | In der 11. Sendung ausgeschieden 17. Mai 2013  | 4     |
| Lukas Perman        | Sänger, Schauspieler, Musicaldarsteller       | Kathrin Menzinger   | Erreichten im Finale den 3. Platz 24. Mai 2013 | 3     |
| Marjan Shaki        | Sängerin, Schauspielerin, Musicaldarstellerin | Willi Gabalier      | Erreichten im Finale den 2. Platz 24. Mai 2013 | 2     |
| Rainer Schönfelder  | Ski-Rennläufer                                | Manuela Stöckl      | Sieger 24. Mai 2012                            | 1     |

## Änderungen

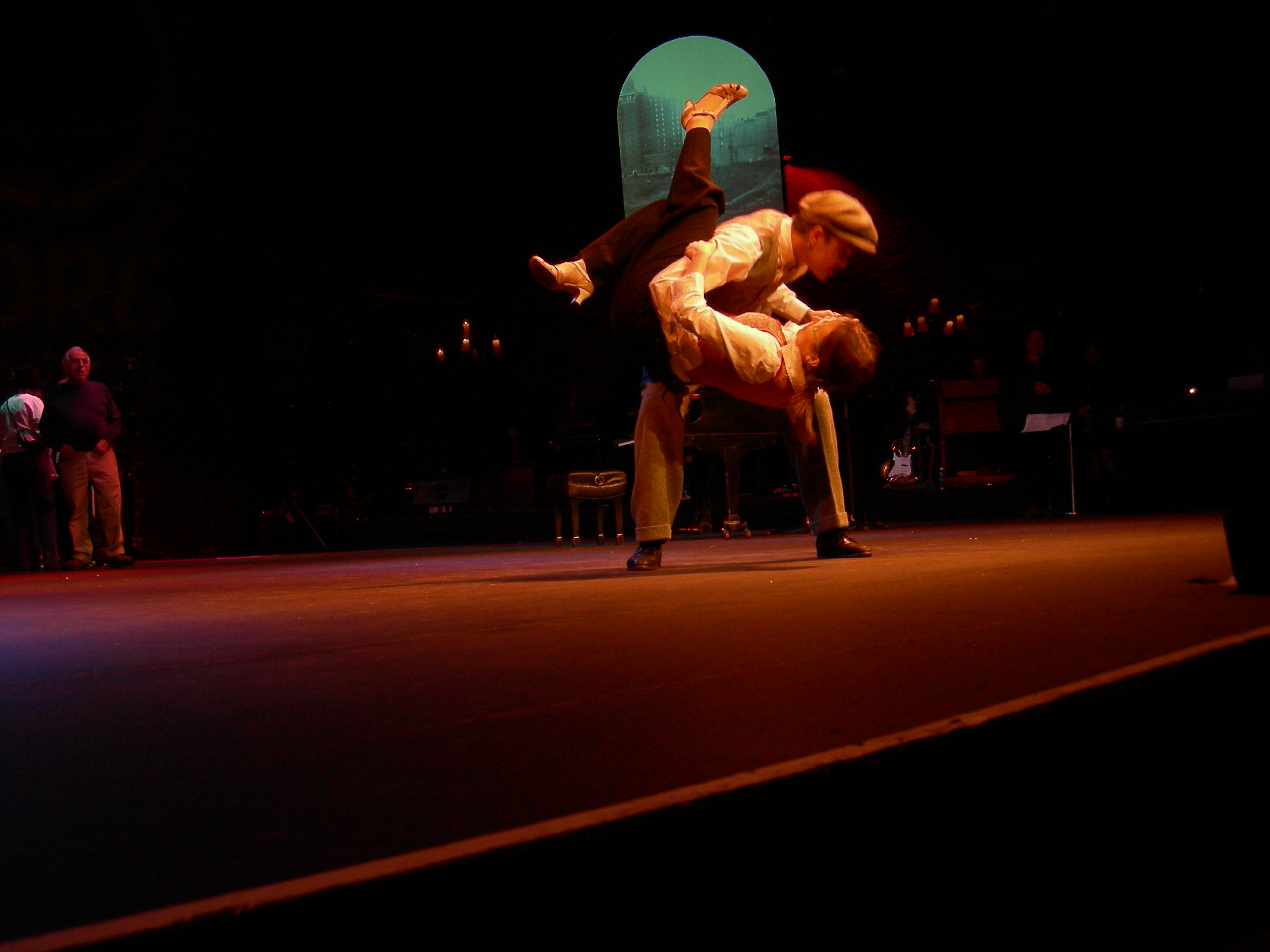
Jitterbug

In dieser Staffel gab es einige Änderungen im Vergleich zu den letzten Jahren:

### 12 Sendungen statt 10
Nachdem in den bisherigen Staffeln der Sieger in zehn Sendungen ermittelt wurde, gab es in dieser Staffel zwölf Sendungen. Daher schied in den beiden Vorrunden keines der Paare aus. Dennoch konnte das Publikum bereits via Televoting anrufen und die Jury auch Punkte vergeben, die für die dritte Sendung gezählt wurden. Erst ab der dritten Sendung wurden die Jury- als auch die Publikumspunkte addiert und das Paar mit den insgesamt wenigsten Stimmen schied aus. 

### 2 neue Tänze
Es mussten insgesamt 15 Tänze gelernt werden, darunter zwei neue – in der 10. Sendung der Discofox und in der 11. (Semifinale) der Jitterbug.

### Neue Musik
Insgesamt wurden in dieser Staffel zu 107 Titel getanzt, daher wurden 40 Lieder komplett neu einstudiert, die in allen Tänzen zu finden waren.

### Keine Osterpause
In dieser Staffel gab es nicht – wie üblich – eine Osterpause, sondern es ging ohne Unterbrechung weiter. Allerdings wurde die Oster-Sendung an einem Samstag, und nicht an einem Freitag ausgestrahlt.

### Finale
Auch beim Finale gab es einige Änderungen. Die Tänzer mussten folgende drei Tänze tanzen:
- Der Lieblingstanz des Paares
- Der Tanz, welcher von der Jury am schlechtesten bewertet wurde und
- Der Show-Tanz, bei dem die Paare freie Wahl hatten

## Tänze
| Paar                  | 1                | 2          | 3             | 4             | 5             | 6                | 7                | 8             | 8               | 9                | 9          | 10            | 10       | 11               | 11        | 12            | 12               | 12               |
| --------------------- | ---------------- | ---------- | ------------- | ------------- | ------------- | ---------------- | ---------------- | ------------- | --------------- | ---------------- | ---------- | ------------- | -------- | ---------------- | --------- | ------------- | ---------------- | ---------------- |
| Rainer & Manuela      | Cha-Cha-Cha      | Mambo      | Tango         | Jive          | Wiener Walzer | Paso doble       | Slowfox          | Rumba         | American Smooth | Langsamer Walzer | Charleston | Samba         | Discofox | Quickstepp       | Jitterbug | Discofox      | Paso doble       | Showtanz         |
| Marjan & Willi        | Mambo            | Rumba      | Tango         | Paso doble    | Wiener Walzer | Samba            | Langsamer Walzer | Jive          | American Smooth | Slowfox          | Charleston | Cha-Cha-Cha   | Discofox | Quickstepp       | Jitterbug | Wiener Walzer | Discofox         | Showtanz         |
| Lukas & Kathrin       | Langsamer Walzer | Mambo      | Jive          | Tango         | Paso doble    | Quickstepp       | Rumba            | Slowfox       | American Smooth | Cha-Cha-Cha      | Charleston | Wiener Walzer | Discofox | Samba            | Jitterbug | Jitterbug     | Langsamer Walzer |                  |
| Angelika & Thomas     | Mambo            | Rumba      | Wiener Walzer | Jive          | Slowfox       | Paso doble       | Quickstepp       | Cha-Cha-Cha   | American Smooth | Tango            | Charleston | Samba         | Discofox | Langsamer Walzer | Jitterbug |               |                  | Paso doble       |
| Susanna & Vadim       | Mambo            | Quickstepp | Paso doble    | Slowfox       | Samba         | Langsamer Walzer | Rumba            | Tango         | American Smooth | Jive             | Charleston | Wiener Walzer | Discofox |                  |           |               |                  | Jive             |
| Biko & Maria          | Langsamer Walzer | Mambo      | Paso doble    | Slowfox       | Samba         | Tango            | Cha-Cha-Cha      | Wiener Walzer | American Smooth | Rumba            | Charleston |               |          |                  |           |               |                  | Samba            |
| Gregor & Lenka        | Cha-Cha-Cha      | Mambo      | Slowfox       | Paso doble    | Tango         | Jive             | Wiener Walzer    | Samba         | American Smooth |                  |            |               |          |                  |           |               |                  | Jive             |
| Monika & Florian      | Mambo            | Rumba      | Slowfox       | Samba         | Tango         | Cha-Cha-Cha      | Langsamer Walzer |               |                 |                  |            |               |          |                  |           |               |                  | Langsamer Walzer |
| Gerald & Roswitha     | Cha-Cha-Cha      | Mambo      | Wiener Walzer | Samba         | Slowfox       | Rumba            |                  |               |                 |                  |            |               |          |                  |           |               |                  | Samba            |
| Rudi & Babsi          | Langsamer Walzer | Mambo      | Samba         | Wiener Walzer | Jive          |                  |                  |               |                 |                  |            |               |          |                  |           |               |                  | Jive             |
| Doris & Gerhard       | Mambo            | Quickstepp | Samba         | Tango         |               |                  |                  |               |                 |                  |            |               |          |                  |           |               |                  | Tango            |
| Katharina & Christoph | Mambo            | Quickstepp | Jive          |               |               |                  |                  |               |                 |                  |            |               |          |                  |           |               |                  | Jive             |

 Höchste Jurybewertung
 Niedrigste Jurybewertung
 Gruppentanz, wird daher nicht bewertet
 Weitergekommen ohne Präsentation eines Tanzes

## Punkteübersicht
| Paar                  | Platzierung | 1  | 2  | 3  | 1/2+3 | 4  | 5  | 6  | 7  | 8  | 9  | 10       | 11       | 12       | Summe | Durchschnitt | Rang lt. Jury |
| --------------------- | ----------- | -- | -- | -- | ----- | -- | -- | -- | -- | -- | -- | -------- | -------- | -------- | ----- | ------------ | ------------- |
| Rainer & Manuela      | 1           | 27 | —  | 30 | 57    | 29 | 30 | 35 | 30 | 31 | 26 | 27+24=51 | 33+38=71 | 31+37=68 | 428   | 30,6         | 3             |
| Marjan & Willi        | 2           | —  | 28 | 28 | 56    | 30 | 27 | 28 | 32 | 30 | 34 | 34+36=70 | 32+36=68 | 35+39=74 | 449   | 32,1         | 1             |
| Lukas & Kathrin       | 3           | 25 | —  | 29 | 54    | 27 | 29 | 30 | 28 | 34 | 29 | 34+30=64 | 33+34=67 | 34+38=72 | 434   | 31,0         | 2             |
| Angelika & Thomas     | 4           | —  | 23 | 24 | 47    | 24 | 30 | 28 | 23 | 27 | 31 | 33+27=60 | 32+30=62 |          | 332   | 27,6         | 5             |
| Susanna & Vadim       | 5           | —  | 28 | 27 | 55    | 29 | 31 | 33 | 30 | 29 | 31 | 31+31=62 |          |          | 300   | 30,0         | 4             |
| Biko & Maria          | 6           | 10 | —  | 12 | 22    | 13 | 13 | 12 | 13 | 17 | 14 |          |          |          | 104   | 13,0         | 12            |
| Gregor & Lenka        | 7           | 19 | —  | 21 | 40    | 23 | 27 | 30 | 25 | 25 |    |          |          |          | 170   | 24,3         | 6             |
| Monika & Florian      | 8           | —  | 12 | 13 | 25    | 14 | 16 | 15 | 19 |    |    |          |          |          | 89    | 14,8         | 11            |
| Gerald & Roswitha     | 9           | 15 | —  | 17 | 32    | 18 | 19 | 14 |    |    |    |          |          |          | 83    | 16,6         | 9             |
| Rudi & Babsi          | 10          | 14 | —  | —* | (14)  | 17 | 17 |    |    |    |    |          |          |          | 48    | 16,0         | 10            |
| Doris & Gerhard       | 11          | —  | 16 | 16 | 32    | 22 |    |    |    |    |    |          |          |          | 54    | 18,0         | 8             |
| Katharina & Christoph | 12          | —  | 21 | 17 | 38    |    |    |    |    |    |    |          |          |          | 38    | 19,0         | 7             |

Rote Nummern: Paar mit der niedrigsten Jurybewertung
Grüne Nummern: Paar mit der höchsten Jurybewertung
 Ausgeschiedenes Paar in der jeweiligen Woche
 1. Platz
 2. Platz
 3. Platz
 Gruppentanz, daher keine Wertung
 Weitergekommen ohne Präsentation eines Tanzes
* Roubinek konnte wegen eines grippalen Infektes in dieser Sendung nicht mittanzen, stieg aber bei der nächsten Sendung wieder ein

## Einzelne Tanzwochen
Die Punkteanzahlen werden nach der Jury Reihenfolge von links nach rechts aufgelistet: Balázs Ekker, Nicole Burns-Hansen, Thomas Schäfer-Elmayer, und Hannes Nedbal.
 Ausgeschiedenes Paar in der jeweiligen Woche
 1. Platz
Weitergekommen ohne Präsentation eines Tanzes

### 1. Tanzwoche
In der 1. Tanzwoche wurden nur die prominenten Herren beurteilt, während die prominenten Damen lediglich einen Mambo als Gruppentanz zeigen mussten.
In dieser Sendung gab es keine Abwahl!
| Tanzpaar                                                                                                | Punkte       | Tanz             | Musik                                  |
| --- | ------------ | ---------------- | -------------------------------------- |
| Gerald & Roswitha                                                                                       | 15 (2,5,4,4) | Cha-Cha-Cha      | When Love Takes Over – David Guetta    |
| Lukas & Kathrin                                                                                         | 25 (6,7,6,6) | Langsamer Walzer | Nothing Else Matters – Metallica       |
| Gregor & Lenka                                                                                          | 19 (2,6,6,5) | Cha-Cha-Cha      | Something In The Water – Brooke Fraser |
| Rudi & Babsi                                                                                            | 14 (4,4,3,3) | Langsamer Walzer | Blue Velvet – Bobby Vinton             |
| Rainer & Manuela                                                                                        | 27 (7,7,7,6) | Cha-Cha-Cha      | Pumped Up Kicks – Foster the People    |
| Biko & Maria                                                                                            | 10 (2,4,2,2) | Langsamer Walzer | Fly Me to the Moon – Frank Sinatra     |
| Angelika & Thomas Katharina & Christoph Susanna & Vadim Monika & Florian Doris & Gerhard Marjan & Willi | N/A          | Mambo            | Mambo italiano – Dean Martin           |

### 2. Tanzwoche
In der zweiten Tanzwoche wurden nur die prominenten Damen bewertet, während die prominenten Herren ebenfalls nur einen Mambo als Gruppentanz zeigen mussten.
Auch in dieser Sendung gab es keine Abwahl!
| Tanzpaar                                                                                    | Punkte       | Tanz       | Musik                               |
| ------------------------------------------------------------------------------------------- | ------------ | ---------- | ----------------------------------- |
| Susanna & Vadim                                                                             | 28 (7,7,7,7) | Quickstepp | Single Ladies – Beyoncé             |
| Angelika & Thomas                                                                           | 23 (5,6,6,6) | Rumba      | Set Fire to the Rain – Adele        |
| Katharina & Christoph                                                                       | 21 (5,6,5,5) | Quickstepp | Suddenly I See – KT Tunstall        |
| Monika & Florian                                                                            | 12 (2,4,3,3) | Rumba      | Feel – Robbie Williams              |
| Doris & Gerhard                                                                             | 16 (2,5,4,5) | Quickstepp | Valerie – Amy Winehouse             |
| Marjan & Willi                                                                              | 28 (6,7,8,7) | Rumba      | I Won’t Let You Go – James Morrison |
| Rainer & Manuela Rudi & Babsi Biko & Maria Gerald & Roswitha Lukas & Kathrin Gregor & Lenka | N/A          | Mambo      | Papa Loves Mambo – Perry Como       |

### 3. Tanzwoche
Ab dieser Woche wurden nun alle Paare gewertet, ein Paar musste in dieser Sendung die Show verlassen. Neu war, dass sechs verschiedene Tänze an einem Abend gezeigt werden. Dies setzte sich bis zum Finale fort.
Rudi & Babsi tanzten in dieser Sendung nicht, da Roubinek unter einem grippalen Infekt litt. Das Paar durfte in der nächsten Sendung laut Regeln der BBC trotzdem wieder mittanzen.
Katharina Gutensohn und Christoph Santner mussten die Show als erstes Paar verlassen.
| Tanzpaar              | Punkte       | Tanz          | Musik                                         |
| --------------------- | ------------ | ------------- | --------------------------------------------- |
| Katharina & Christoph | 17 (4,5,4,4) | Jive          | Je Veux – Zaz                                 |
| Lukas & Kathrin       | 29 (7,8,8,6) | Jive          | Hey Ya – Outkast                              |
| Monika & Florian      | 13 (2,4,4,3) | Slowfox       | Cheek to Cheek – Frank Sinatra                |
| Gregor & Lenka        | 21 (4,5,7,5) | Slowfox       | Fever – Peggy Lee                             |
| Susanna & Vadim       | 27 (6,7,7,7) | Paso doble    | Bring Me to Life – Evanescence                |
| Biko & Maria          | 12 (3,4,3,2) | Paso doble    | The Rock –                                    |
| Angelika & Thomas     | 24 (5,6,7,6) | Wiener Walzer | I’ll Never Break Your Heart – Backstreet Boys |
| Gerald & Roswitha     | 17 (4,6,4,3) | Wiener Walzer | Mr. Bojangles – The Nitty Gritty Dirt Band    |
| Rudi & Babsi          | N/A          | Samba         | Quando, Quando, Quando – Tony Renis           |
| Doris & Gerhard       | 16 (3,4,5,4) | Samba         | Volare – Gipsy Kings                          |
| Marjan & Willi        | 28 (6,7,8,7) | Tango         | Viva la Vida – Coldplay                       |
| Rainer & Manuela      | 30 (7,8,8,7) | Tango         | Somebody I Used to Know – Gotye               |

### 4. Tanzwoche
Die vierte Sendung fand aufgrund der Osterfeiertage am Samstag statt.
Doris Schretzmayer und Gerhard Egger mussten die Sendung verlassen.
| Tanzpaar          | Punkte       | Tanz          | Musik                                        |
| ----------------- | ------------ | ------------- | -------------------------------------------- |
| Angelika & Thomas | 24 (5,7,6,6) | Jive          | Don’t Stop Me Now – Queen                    |
| Rainer & Manuela  | 29 (6,8,8,7) | Jive          | Marry You – Bruno Mars                       |
| Doris & Gerhard   | 22 (4,6,6,6) | Tango         | Epoca – Gotan Project                        |
| Lukas & Kathrin   | 27 (7,6,8,6) | Tango         | Back to Black – Amy Winehouse                |
| Monika & Florian  | 14 (2,4,4,4) | Samba         | Crickets Sing for Anamaria – Emma Bunton     |
| Gerald & Roswitha | 18 (3,5,5,5) | Samba         | Soul Bossa Nova – Quincy Jones               |
| Susanna & Vadim   | 29 (7,8,7,7) | Slowfox       | Sweet About Me – Gabriella Cilmi             |
| Biko & Maria      | 13 (3,4,3,3) | Slowfox       | King of the Road – Roger Miller              |
| Marjan & Willi    | 30 (6,9,8,7) | Paso doble    | Misirlou – Dick Dale                         |
| Gregor & Lenka    | 23 (4,6,7,6) | Paso doble    | It’s My Life – Bon Jovi                      |
| Rudi & Babsi      | 17 (4,4,5,4) | Wiener Walzer | It’s A Man’s Man’s Man’s World – James Brown |

### 5. Tanzwoche

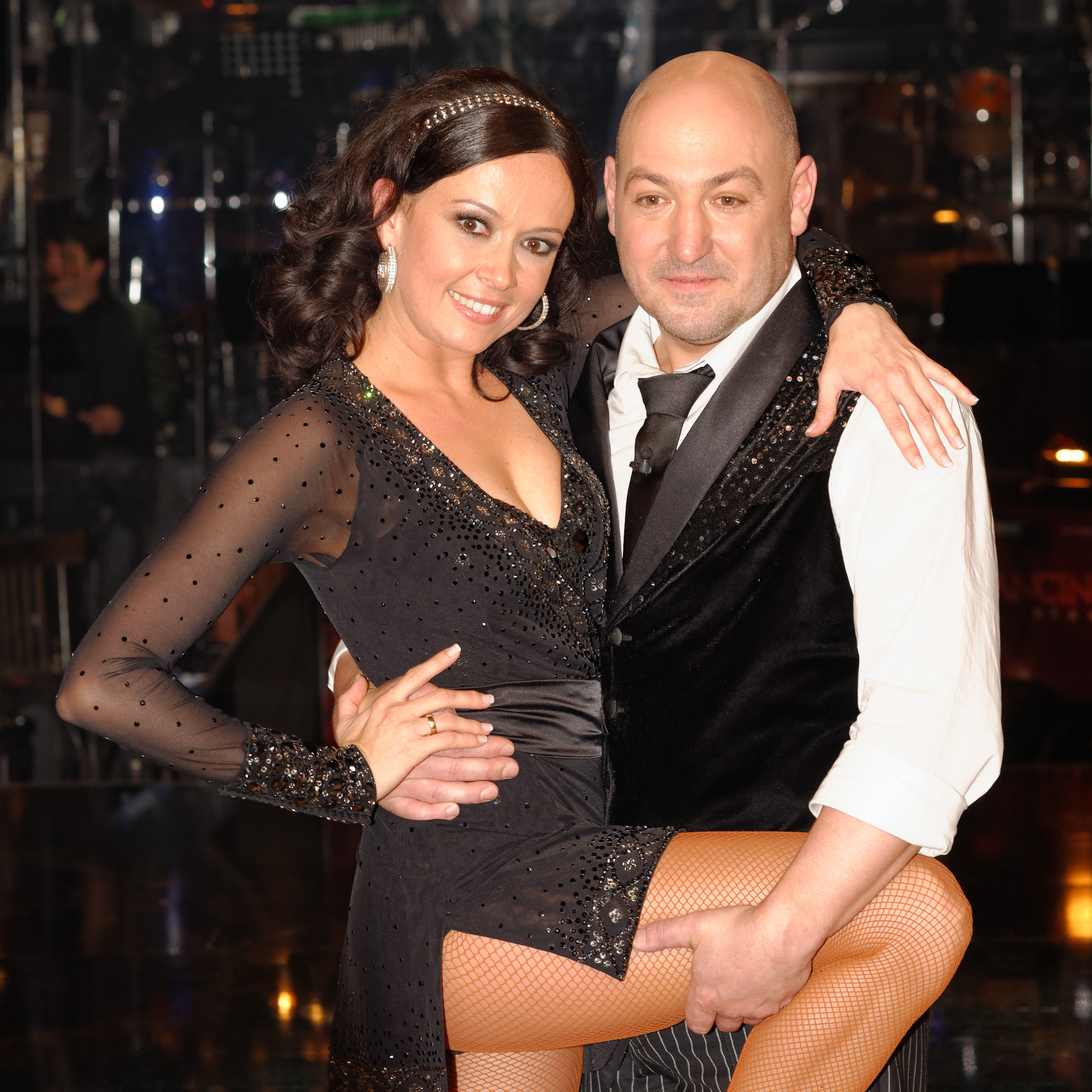
Rudi Roubinek und Babsi Koitz-Baumann in Folge 5

Rudi Roubinek und Babsi Koitz-Baumann mussten die Sendung verlassen.
| Tanzpaar          | Punkte       | Tanz          | Musik                                            |
| ----------------- | ------------ | ------------- | ------------------------------------------------ |
| Rudi & Babsi      | 17 (4,5,4,4) | Jive          | You Never Can Tell – Chuck Berry                 |
| Marjan & Willi    | 27 (7,7,7,6) | Wiener Walzer | What’s New Pussycat – Tom Jones                  |
| Lukas & Kathrin   | 29 (6,8,8,7) | Paso doble    | Right Here Right Now – Fatboy Slim               |
| Angelika & Thomas | 30 (6,8,8,8) | Slowfox       | Raindrops Keep Fallin' on My Head – B. J. Thomas |
| Biko & Maria      | 13 (2,5,3,3) | Samba         | Conga – Miami Sound Machine                      |
| Gregor & Lenka    | 27 (7,7,7,6) | Tango         | Jalousie – Jacob Gade                            |
| Susanna & Vadim   | 31 (8,9,7,7) | Samba         | Angelina – Harry Belafonte                       |
| Rainer & Manuela  | 30 (7,8,8,7) | Wiener Walzer | Kommissar Maigret – Gerhard Trede                |
| Monika & Florian  | 16 (3,5,4,4) | Tango         | Eleanor Rigby – The Beatles                      |
| Gerald & Roswitha | 19 (5,6,4,4) | Slowfox       | Pink Panther – Henry Mancini                     |

### 6. Tanzwoche
In dieser Sendung schieden Gerald Pichowetz und Roswitha Wieland aus.
| Tanzpaar          | Punkte       | Tanz             | Musik                                 |
| ----------------- | ------------ | ---------------- | ------------------------------------- |
| Marjan & Willi    | 28 (6,8,8,6) | Samba            | Copacabana – Barry Manilow            |
| Gregor & Lenka    | 30 (7,7,8,8) | Jive             | Candyman – Christina Aguilera         |
| Angelika & Thomas | 28 (7,7,7,7) | Paso doble       | Frozen – Madonna                      |
| Gerald & Roswitha | 14 (4,4,3,3) | Rumba            | Sign Your Name – Terence Trent D’Arby |
| Lukas & Kathrin   | 30 (8,7,8,7) | Quickstepp       | Sing, Sing, Sing – Louis Prima        |
| Susanna & Vadim   | 33 (9,8,8,8) | Langsamer Walzer | You Light Up My Life – Joseph Brooks  |
| Biko & Maria      | 12 (2,4,3,3) | Tango            | Dance With Me – Debelah Morgan        |
| Rainer & Manuela  | 35 (8,9,9,9) | Paso doble       | The 5th – David Garrett               |
| Monika & Florian  | 15 (3,4,4,4) | Cha-Cha-Cha      | Sway – Michael Bublé                  |

### 7. Tanzwoche
In der 7. Tanzwoche wurden Monika Salzer und Florian Gschaider vom Publikum rausgewählt.
| Tanzpaar          | Punkte       | Tanz             | Musik                                                       |
| ----------------- | ------------ | ---------------- | ----------------------------------------------------------- |
| Susanna & Vadim   | 30 (7,7,8,8) | Rumba            | You Know I’m No Good – Amy Winehouse                        |
| Gregor & Lenka    | 25 (7,6,6,6) | Wiener Walzer    | Lara’s Theme – Dr. Schiwago                                 |
| Angelika & Thomas | 23 (5,6,6,6) | Quickstepp       | Pon de Replay – Rihanna                                     |
| Rainer & Manuela  | 30 (9,8,7,6) | Slowfox          | My Baby Just Cares For Me – Nina Simone                     |
| Monika & Florian  | 19 (4,5,5,5) | Langsamer Walzer | You Don’t Know Me by Now – Harold Melvin and the Blue Notes |
| Lukas & Kathrin   | 28 (8,7,7,6) | Rumba            | Apologize – OneRepublic                                     |
| Marjan & Willi    | 32 (7,9,9,7) | Langsamer Walzer | Three Times a Lady – Lionel Richie                          |
| Biko & Maria      | 13 (2,4,4,3) | Cha-Cha-Cha      | Sex Bomb – Tom Jones                                        |

### 8. Tanzwoche
In dieser Woche moderierte Klaus Eberhartinger die Sendung alleine, da Mirjam Weichselbraun zeitgleich für den Deutschen Filmpreis im ZDF engagiert war.
Außerdem wurde in dieser Sendung ein American Smooth als Gruppentanz gezeigt.
Als Showact trat das Ensemble vom Musical Natürlich blond auf.
Gregor Glanz und Lenka Pohoralek mussten in der 8. Tanzwoche die Show verlassen.
| Tanzpaar | Punkte       | Tanz            | Musik                                                   |
| --- | ------------ | --------------- | ------------------------------------------------------- |
| Gregor & Lenka                                                                                                | 25 (6,6,7,6) | Samba           | Kiss Kiss – Stella Soleil                               |
| Susanna & Vadim                                                                                               | 29 (7,8,7,7) | Tango           | Summertime Sadness – Lana Del Rey                       |
| Angelika & Thomas                                                                                             | 27 (6,7,7,7) | Cha-Cha-Cha     | The Shoop Shoop Song (It’s in His Kiss) – Betty Everett |
| Biko & Maria                                                                                                  | 17 (3,5,5,4) | Wiener Walzer   | Geschichten aus dem Wienerwald                          |
| Rainer & Manuela                                                                                              | 31 (7,8,8,8) | Rumba           | Hero – Enrique Iglesias                                 |
| Marjan & Willi                                                                                                | 30 (7,7,9,7) | Jive            | SOS – Rihanna                                           |
| Lukas & Kathrin                                                                                               | 34 (8,9,9,8) | Slowfox         | Magic Moments – Perry Como                              |
| Biko & Maria Angelika & Thomas Marjan & Willi Rainer & Manuela Gregor & Lenka Lukas & Kathrin Susanna & Vadim | N/A          | American Smooth | L-O-V-E – Nat King Cole                                 |

### 9. Tanzwoche

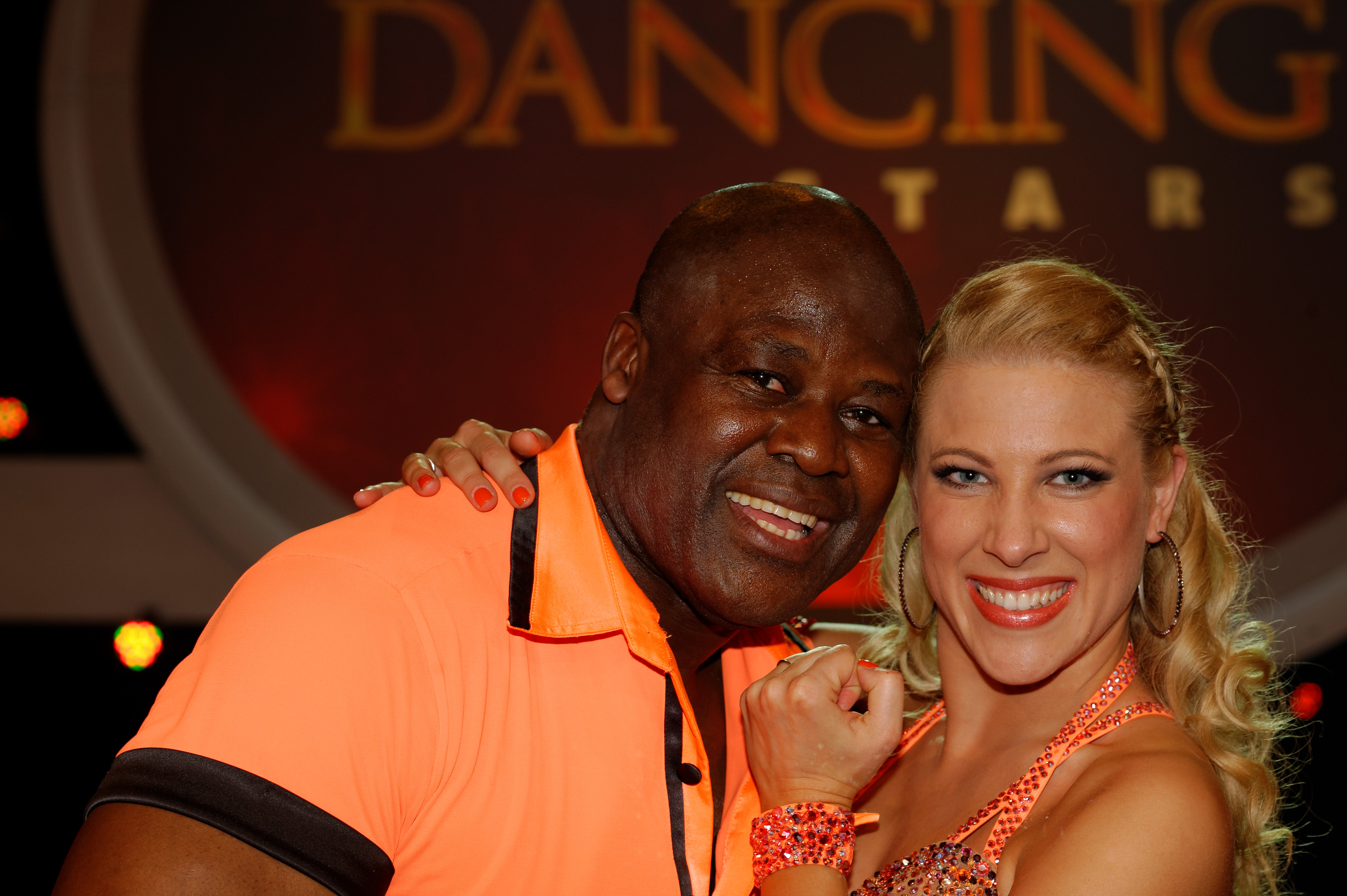
Biko Botowamungu und Maria Jahn in Folge 5

In dieser Sendung wurde ein Charleston als Gruppentanz gezeigt. Außerdem trat Natália Kelly mit ihrem Lied Shine als Showact auf, mit welchem sie beim Eurovision Song Contest 2013 in Malmö für Österreich an den Start ging.
Biko Botowamungu und Maria Jahn mussten die Sendung verlassen.
| Tanzpaar                                                                                       | Punkte        | Tanz             | Musik                                    |
| ---------------------------------------------------------------------------------------------- | ------------- | ---------------- | ---------------------------------------- |
| Rainer & Manuela                                                                               | 26 (6,7,7,6)  | Langsamer Walzer | Fascination – Nat King Cole              |
| Susanna & Vadim                                                                                | 31 (8,8,8,7)  | Jive             | It’s Raining Men – Weather Girls         |
| Angelika & Thomas                                                                              | 31 (6,8,9,8)  | Tango            | I’ve Seen That Face Before – Grace Jones |
| Marjan & Willi                                                                                 | 34 (7,10,9,8) | Slowfox          | Sunny – Bobby Hebb                       |
| Biko & Maria                                                                                   | 14 (2,5,4,3)  | Rumba            | GoldenEye – Tina Turner                  |
| Lukas & Kathrin                                                                                | 29 (7,7,8,7)  | Cha-Cha-Cha      | Forget You – CeeLo Green                 |
| Biko & Maria Angelika & Thomas Marjan & Willi Rainer & Manuela Lukas & Kathrin Susanna & Vadim | N/A           | Charleston       | We No Speak Americano – Yolanda Be Cool  |

### 10. Tanzwoche
Ab dieser Woche muss jedes Paar zwei Einzeltänze lernen. Des Weiteren, musste jedes Paar einen Discofox zum Besten geben, welcher in bisher keiner Staffel jemals getanzt wurde.
Susanna Hirschler und Vadim Garbuzov mussten die Sendung verlassen. Außerdem gab Mirjam Weichselbraun am Schluss der Sendung bekannt, schwanger zu sein.
| Paar              | Punkte        | Tanz          | Musik                                            |
| ----------------- | ------------- | ------------- | ------------------------------------------------ |
| Marjan & Willi    | 34 (9,8,9,8)  | Cha-Cha-Cha   | Smooth – Santana feat. Rob Thomas                |
| Marjan & Willi    | 36 (9,9,9,9)  | Discofox      | Don’t Stop ’til You Get Enough – Michael Jackson |
| Lukas & Kathrin   | 34 (8,9,9,8)  | Wiener Walzer | Chim Chim Cher-ee – Cliff Richard                |
| Lukas & Kathrin   | 30 (7,8,8,7)  | Discofox      | Stayin' Alive – Bee Gees                         |
| Angelika & Thomas | 33 (8,8,9,8)  | Samba         | Half a Minute – Matt Bianco                      |
| Angelika & Thomas | 27 (6,7,7,7)  | Discofox      | Reach Out I’ll Be There – The Four Tops          |
| Susanna & Vadim   | 31 (7,7,10,7) | Wiener Walzer | Kiss from a Rose – Seal                          |
| Susanna & Vadim   | 31 (8,9,7,7)  | Discofox      | Gimme Gimme Gimme – ABBA                         |
| Rainer & Manuela  | 27 (6,7,7,7)  | Samba         | Mas que Nada – Sérgio Mendes                     |
| Rainer & Manuela  | 24 (6,6,6,6)  | Discofox      | Y.M.C.A. – Village People                        |

### 11. Tanzwoche
Im Halbfinale musste jedes Paar ebenfalls zwei Einzeltänze tanzen, darunter ein Jitterbug, welcher in noch keiner Staffel getanzt wurde.
Im Semifinale mussten Angelika Ahrens und Thomas Kraml die Sendung verlassen und belegten somit den vierten Platz.
| Paar              | Punkte         | Tanz             | Musik                                       |
| ----------------- | -------------- | ---------------- | ------------------------------------------- |
| Rainer & Manuela  | 33 (9,9,8,7)   | Quickstepp       | Part Time Lover – Stevie Wonder             |
| Rainer & Manuela  | 38 (10,10,9,9) | Jitterbug        | In The Mood – Glenn Miller                  |
| Angelika & Thomas | 32 (7,8,9,8)   | Langsamer Walzer | Somewhere over the Rainbow – Judy Garland   |
| Angelika & Thomas | 30 (7,8,7,8)   | Jitterbug        | Wake Me Up Before You Go-Go – Wham!         |
| Marjan & Willi    | 32 (8,9,8,7)   | Quickstepp       | I’m Yours – Jason Mraz                      |
| Marjan & Willi    | 36 (9,9,9,9)   | Jitterbug        | At The Hop – Danny & the Juniors            |
| Lukas & Kathrin   | 33 (8,8,9,8)   | Samba            | Black Horse & The Cherry Tree – KT Tunstall |
| Lukas & Kathrin   | 34 (9,9,8,8)   | Jitterbug        | Rama Lama Ding Dong – The Edsels            |

### Finale

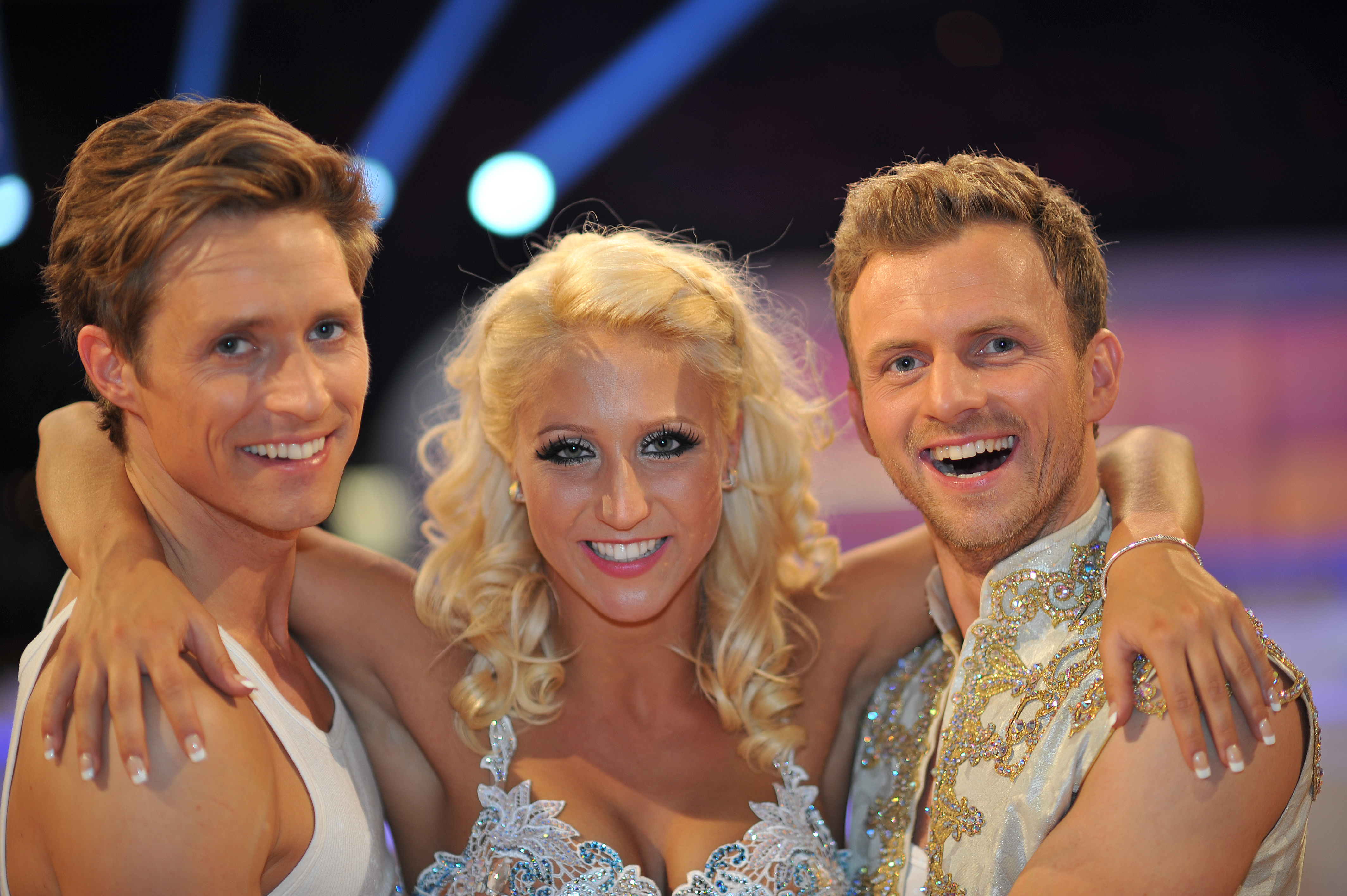
Lukas Perman, Kathrin Menzinger und Willi Gabalier nach dem Finale

Im Finale tanzten die Finalisten ihren Lieblingstanz, den Tanz mit der schlechtesten Jurywertung und einen Showtanz.
Lukas Perman und Kathrin Menzinger konnten das Publikum nach den ersten zwei Tänzen nicht überzeugen und belegten den dritten Platz, Marjan Shaki und Willi Gabalier belegten den zweiten Platz und Rainer Schönfelder und Manuela Stöckl gewannen den Titel.
Perman und Menzinger zeigten im letzten Teil der Sendung ihren Showtanz außer Konkurrenz.
Im Durchschnitt interessierten sich 804.000 Zuseher für die Präsentation der ersten beiden Tänze, die erste Entscheidung sahen durchschnittlich 983.000 und das entscheidende Voting sahen 997.000 Zuseher (40 Prozent Marktanteil).
| Paar             | Punkte          | Tanz             | Musik                                                                                 |
| ---------------- | --------------- | ---------------- | ------------------------------------------------------------------------------------- |
| Marjan & Willi   | 35 (9,10,8,8)   | Wiener Walzer    | What’s New Pussycat – Tom Jones                                                       |
| Marjan & Willi   | 39 (9,10,10,10) | Discofox         | Don’t Stop ’til You Get Enough – Michael Jackson                                      |
| Marjan & Willi   | N/A             | Showtanz         | A Whole New World – Brad Kane & Lea Salonga / Montagues & Capulets – Sergei Prokofjew |
| Rainer & Manuela | 31 (7,8,8,8)    | Discofox         | Y.M.C.A. – Village People                                                             |
| Rainer & Manuela | 37 (9,10,9,9)   | Paso doble       | The 5th – David Garrett                                                               |
| Rainer & Manuela | N/A             | Showtanz         | Michael Jackson Medley                                                                |
| Lukas & Kathrin  | 34 (8,9,9,8)    | Langsamer Walzer | Nothing Else Matters – Metallica                                                      |
| Lukas & Kathrin  | 38 (10,10,9,9)  | Jitterbug        | Rama Lama Ding Dong – The Edsels                                                      |

### Einzelne Tanzbewertungen
| Paar                  | Durchschnitt | Bester Tanz               | Schlechtester Tanz      |
| --------------------- | ------------ | ------------------------- | ----------------------- |
| Rainer & Manuela      | 30,6         | Jitterbug (38)            | Discofox (24)           |
| Marjan & Willi        | 32,1         | Discofox (39)             | Wiener Walzer (27)      |
| Lukas & Kathrin       | 31,0         | Jitterbug (38)            | Langsamer Walzer (25)   |
| Angelika & Thomas     | 27,6         | Samba (33)                | Rumba & Quickstepp (23) |
| Susanna & Vadim       | 30,0         | Langsamer Walzer (33)     | Paso Doble (27)         |
| Biko & Maria          | 13,0         | Wiener Walzer (17)        | Langsamer Walzer (10)   |
| Gregor & Lenka        | 24,3         | Jive (30)                 | Cha-Cha-Cha (19)        |
| Monika & Florian      | 14,8         | Langsamer Walzer (19)     | Rumba (12)              |
| Gerald & Roswitha     | 16,6         | Slowfox (19)              | Rumba (14)              |
| Rudi & Babsi          | 16,0         | Wiener Walzer & Jive (17) | Langsamer Walzer (14)   |
| Doris & Gerhard       | 18,0         | Tango (22)                | Quickstepp & Samba (16) |
| Katharina & Christoph | 19,0         | Quickstepp (21)           | Jive (17)               |